# Джиллингем (футбольный клуб)
«Джи́ллингем» (полное название — Футбольный клуб «Джиллингем»; англ. Gillingham Football Club, английское произношение: [ˈdʒɪlɪŋəm 'futbɔ:l klʌb]) — английский профессиональный футбольный клуб из одноимённого города в графстве Кент, единственный клуб из этого графства в Английской футбольной лиге. Домашние матчи проводит на стадионе «Пристфилд».
В настоящее время выступает в Лиге 2, четвёртом по значимости дивизионе в системе футбольных лиг Англии.
Клуб был основан в 1893 году и вступил в Футбольную лигу в 1920 году. Был исключён из лиги по результату голосования, завершившегося в пользу «Ипсвич Таун» в конце сезона 1937/38, но вернулся туда 12 лет спустя после расширения турнира с 88 до 92 клубов. Дважды в конце 1980-х годов команда приближалась к тому, чтобы заработать повышение в классе до второго уровня английского футбола, но затем наступил спад, и в 1993 году «Джиллингем» едва избежал выбывания в Футбольную конференцию. В период с 2000 по 2005 год «Джиллингем» единственный раз в своей истории вышел во второй по значимости дивизион системы английских футбольных лиг, установив в сезоне 2002/03 клубный рекорд — одиннадцатое место в Первом дивизионе (втором по рангу дивизионе в системе футбольных лиг Англии) по итогам сезона.

## История клуба

### Ранние годы

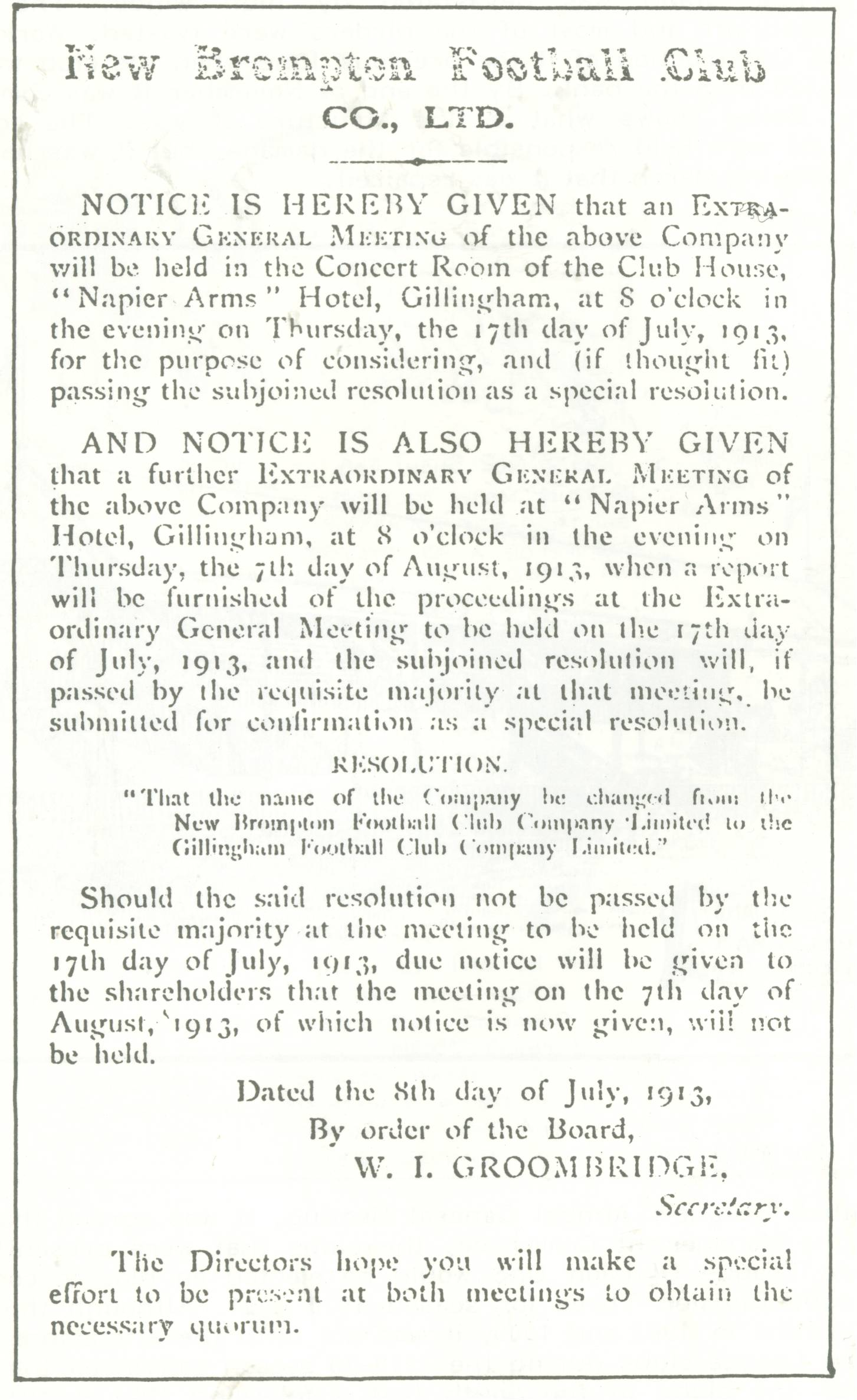
Официальное объявление об изменении названия клуба в 1913 году

Успех юношеской футбольной команды Chatham Excelsior F.C. на местном уровне побудил группу бизнесменов собраться с целью создания футбольного клуба, который мог бы участвовать в более крупных соревнованиях. На данном собрании, прошедшем 18 мая 1893 года, был сформирован футбольный клуб «Нью Бромптон» (англ. New Brompton F.C.). Также основатели клуба также приобрели участок земли, который впоследствии стал стадионом Пристфилд. Новый клуб сыграл свой первый матч 2 сентября 1893 года, проиграв 1–5 резервному составу Вулиджского «Арсенала» на стадионе, на котором собрались 2000 зрителей. Нью Бромптон был одним из основателей Южной лиги при её создании в 1894 году и был размещён во втором её дивизионе. Команда стала победителем в своём первом сезоне в 1894-95 годах и собирались победить Суиндон Таун в тестовом матче (плей-офф) за повышение в классе.
В последующие сезоны клуб боролся в первом дивизионе, закончив сезон 1907–08 на дне турнирной таблицы и избежав понижения в классе только благодаря расширению лиги. И хотя результат клуба в лиге был неутешителен, команда смогла одержать знаменитую победу в кубке над командой первого дивизиона Футбольной лиги Сандерленд и свела первый матч с Манчестер Сити к  ничьей, прежде чем уступила в переигровке . В 1912 году директора приняли решение изменить название клуба на «Gillingham FC», и команда играла под этим именем в течение сезона 1912–13, хотя это изменение не было официально ратифицировано акционерами до следующего года. Команда закончила сезон на дне первого дивизиона в сезоне 1919–20, но в третий раз избежала вылета из-за последующего повышения всех клубов первого дивизиона Южной лиги для формирования нового третьего дивизиона Футбольной лиги.

### Первое выбывание из Футбольной лиги
В сезоне 1920–21, первом сезоне недавно созданного третьего дивизиона Футбольной лиги, Джиллингем снова закончил на дне, да и в последующие годы был не лучше в этом, постоянно финишируя в низовьях более нижнего дивизиона. В 1938 году команда закончила на дне зоны Юг Третьего дивизиона и должна была подать заявку на переизбрание в пятый раз с момента вступления в Лигу. Эта заявка на переизбрание провалилась, и Джиллингем вернулся в Южную лигу, а Ипсвич Таун получил повышение на его место. Джиллингем быстро зарекомендовал себя как одна из сильнейших команд в лиге, выиграв местный дубль — Кентскую лигу и Кентский кубок в сезоне 1945–46. В сезоне 1946–47 команда выиграла Кубок Южной лиги и чемпионат Южной лиги, в ходе которого они установили клубный рекорд по лучшему результату матча, победив 12–1 в игре с Глостер Сити. Джилс также выиграли первенство лиги в сезоне 1948–49.

### Возвращение в Футбольную лигу
В 1950 году было объявлено о планах по расширению зоны Юг Третьего дивизиона Футбольной Лиги с 22 до 24 команд, и, учитывая их местный успех в промежуточный период, Джиллингем был переизбран в Футбольную лигу подавляющим большинством голосов. Команда провела восемь сезонов в третьем дивизионе (зона Юг) до реструктуризации системы лиги в сезоне 1958–59, где они были размещены во вновь созданном четвертом дивизионе. Они оставались в этом дивизионе до 1964 года, когда менеджер Фредди Кокс (англ. Freddie Cox) привёл их к повышению, выиграв первое чемпионство в истории клуба. Команда завершила сезон уровня с 60 очками вместе с Карлайл Юнайтед, но с несколько лучшим показателем среднего числа голов за матч (англ. goal average; 1.967 против 1.948), что было самым трудным финишем в истории борьбы за титул зонального первенства Футбольной лиги.
После вылета обратно в Четвёртый дивизион в сезоне 1970–71,
Джилс были скоро вновь повышены в третий дивизион в сезон 1973–74. После этого клуб, казалось, нашёл свой уровень в третьем дивизионе, регулярно ставя перед собой задачу по переходу в следующий дивизион, которая в конечном итоге не удавалась каждый раз, добившись наибольшего успеха в сезоне 1986–87, когда они дошли до финала первого розыгрыша плей-офф, в котором уступили клубу Суиндон Таун. В этот период клуб взрастил своих будущих звезд Стива Брюса (Steve Bruce) и Тони Каскарино (Tony Cascarino), которые были удачно куплены у не входившего в Лигу клуба Крокенхилл в обмен на комплект спортивных костюмов, что впоследствии стало сенсацией.

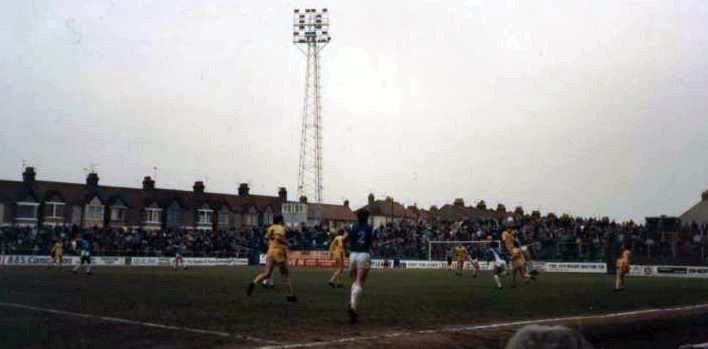
Джиллингем (в синих футболках) в действии в матче сезона 1986-87

В 1987 году «Джилс» попали в заголовки газет, когда две субботы подряд они одерживали крупные победы — были разбиты Саутенд Юнайтед (8-1) и Честерфилд (10-0), причём последний результат является рекордным для клуба в матче Футбольной лиги. Однако, всего лишь несколько месяцев спустя, менеджер Кит Пикок был спорно уволен, и через 18 месяцев клуб выпал в четвертый дивизион. Последующее пребывание в нижнем дивизионе принесло мало успеха, и в сезоне 1992–93 новосформированного Третьего Дивизиона Джилс едва избежали выбывания в Футбольную Конференцию.

### Смена веков: взлёты и падения

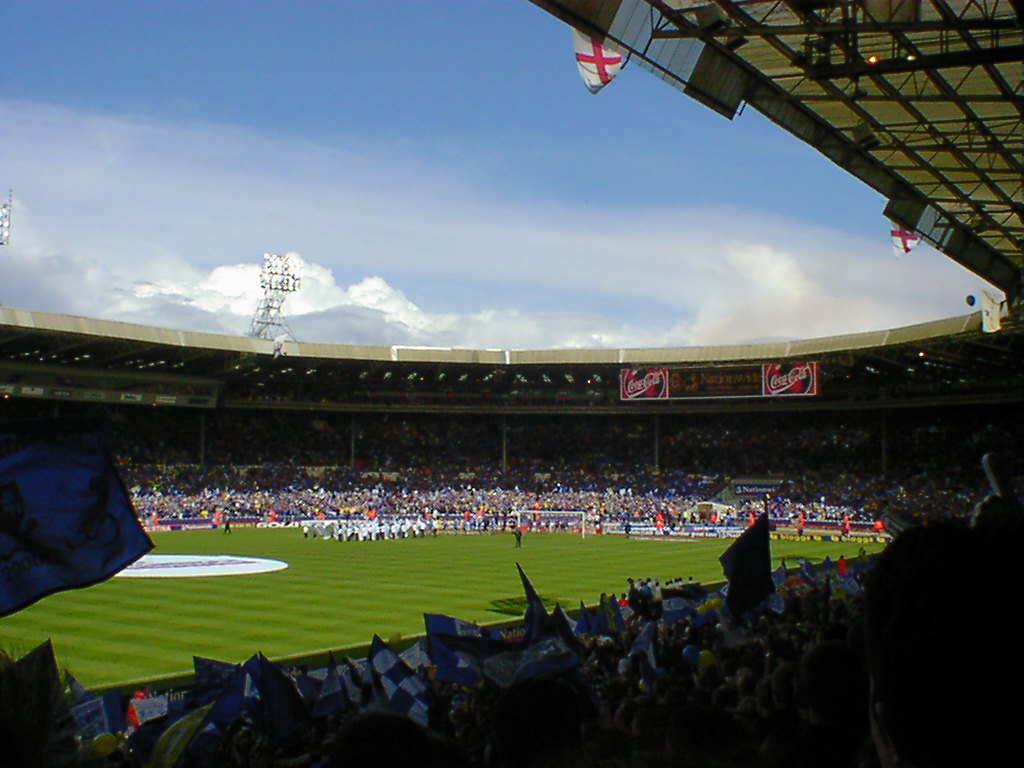
Фанаты Джиллингема в финале плей-офф Второго Дивизиона 2000 года

Из-за финансовых проблем в январе 1995 года клуб попал под внешнее управление, и к концу сезона 1994–95 оказался под угрозой быть исключённым из Футбольной лиги и закрыться. В июне 1995 года, однако, лондонский бизнесмен Пол Скэлли вмешался в процесс и купил клуб. Он нанял нового менеджера, Тони Пьюлиса, который привел Джиллингем к повышению в классе в своём первом сезоне, заняв второе место в старом Третьем Дивизионе (теперь Вторая Футбольная лига Англии). В 1999 году «Джилс» вышли в плей-офф, но проиграли в финале плей-офф второго дивизиона Манчестер Сити. Джилс вели в счёте 2-0 менее чем за две минуты до конца, однако, «Горожане» забили дважды, сравняв счёт в компенсированное время, и в итоге выиграли 3-1 в серии пенальти*. Вскоре после поражения в плей-офф, Пьюлис был уволен за грубые проступки, и Питер Джон Тейлор был назначен менеджером клуба. В сезоне 1999-00 Джиллингем снова вышел в плей-офф, где встретился с клубом Уиган Атлетик в финале на стадионе Уэмбли. Игра закончилась со счётом 1-1 после 90 минут, но, благодаря голам в дополнительное время от запасных Стива Батлера и Энди Томсона, Джилс выиграли со счетом 3-2 и впервые были переведены в Первый дивизион.
Затем Тейлор ушёл руководить клубом Лестер Сити, а Энди Хессенталер был назначен игроком-менеджером. Он привёл клуб к его лучшему результату в лиге — одиннадцатому месту в сезоне 2002-03, но в следующем сезоне клуб едва избежал вылета лишь благодаря лучшей разнице мячей. Хессенталер подал в отставку с поста менеджера в ноябре 2004 года, а новый босс Стэн Тернент не смог предотвратить выбывание Джилс в Лигу 1. В конце сезона 2007-08 клуб снова был понижен в классе, на этот раз в Лигу 2, но немедленное возвращение на третий уровень было обеспечено через плей-офф после победы над командой Шрусбери Таун. В сезоне 2009-10, однако, в последний день «Джилс» выпали в нижнюю четвёрку и вновь выбыли во Вторую лигу, не сумев выиграть ни одной выездной игры в Лиге за весь сезон. Это привело к расторжению контракта с менеджером Марком Стимсоном, и Энди Хессенталер был назначен менеджером клуба во второй раз. В начале сезона 2012-13 Хессенталер был заменен Мартином Алленом, который привёл клуб к повышению в классе в качестве чемпионов Лиги 2 в его первом сезоне в качестве руководителя команды. Однако вскоре после победы во Второй лиге Мартин Аллен был уволен после неудачного начала сезона, что многие расценили как «неожиданное увольнение». Питер Тейлор вернулся на второй срок управления клубом, но после увольнения в декабре 2014 года его сменил Джастин Эдинбург. В сезоне 2015/16, первом полноценном сезоне во главе клуба, Эдинбург вывел «Джиллингем» на второе место к концу года после победы 3:0 над «Миллуоллом». «Джиллингему» также удалось победить фаворита лиги «Шеффилд Юнайтед» со счётом 4:0 в первом туре. Однако, после нескольких серьёзных травм ведущих игроков, «Джиллингем» опустился на девятое место в Первой лиге, проиграв в последнем туре «Миллуоллу». 3 января 2017 года Эдинбург был уволен вместе со всем своим тренерским штабом, так как на тот момент клуб располагался на 17 месте в Первой лиге.
Бывший игрок Джиллингема Эдриан Пеннок вернулся в качестве менеджера, но в конце сезона 2016-17 команда приблизилась к выбыванию. Пеннок покинул клуб по взаимному согласию в сентябре 2017 года, и Стив Ловелл, ещё один бывший игрок Джилс, взял на себя руководство клубом, которым ранее помогал управлять другим менеджерам. Ловелл покинул клуб за две игры до конца сезона 2018-19. 21 мая 2019 года новым менеджером «Джиллингема» был объявлен Стив Эванс. Он начал свою работу 1 июня 2019 года.
В сезоне 2021/2022 года команда вместе с «Донкастер Роверс», «Уимблдоном» и «Кру Александра» вылетела в Лигу 2.

## Стадион

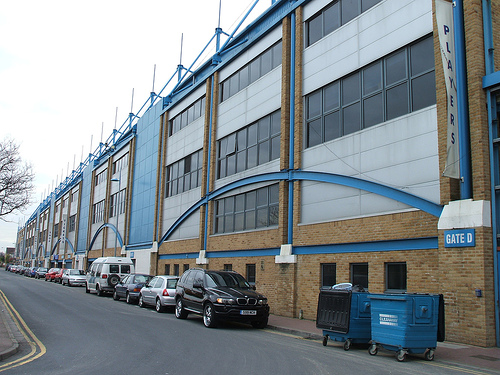
Снимок внешнего вида стадиона Пристфилд

Джилс играли на стадионе «Пристфилд» на протяжении всего своего существования. Участок земли, на котором располагается стадион, изначально был куплен основателями клуба через выпуск 1500 акций ценой 1 фунт стерлингов. Данные источников по поводу того, был ли участок земли назван в честь дороги, у которой располагался этот участок земли, Пристфилд-роуд (англ. Priestfield Road), или же дорога была названа в честь участка земли, различаются; если имеет место последнее, тогда происхождение названия участка земли неизвестно. До 1930-х годов эта площадка широко развивалась, но до конца 1990-х годов и до прихода Пола Скэлли в качестве председателя правления команды было мало изменений. Три из четырёх стендов были снесены и восстановлены в период с 1995 по 2000 год. Четвёртый стенд, известный как Таун-Энд (англ. Town End), был снесён, чтобы освободить место для нового стенда, который планировалось назвать Брайан Мур Стэнд (англ. Brian Moore Stand) в честь спортивного телевизионного комментатора Брайана Мура, который был хорошо известен как фанат Джилс, но финансовое положение клуба не позволило построить новый стенд, и с 2003 года был поставлен временный стенд. С 2007 по 2010 год стадион был официально назван KRBS Priestfield Stadium в рамках спонсорской сделки с Kent Reliance Building Society. В 2011 году он был снова переименован, на этот раз, в MEMS Priestfield Stadium, согласно другому подобному соглашению.
На своём пике в 1940-х годах официальная вместимость стадиона была указана как «от 25 000 до 30 000 мест», но последующие перестройки, удаление террас и строительство новых объектов привели к тому, что она сократилось до нынешней величины в 11 582 места. В сезоне 2007-08, средняя посещаемость на домашних матчах составила 6 077, всего 52% вместимости. На площадке также проходили домашние матчи женской сборной Англии по футболу.
Тренировочной площадкой клуба является Бичингс Кросс (Beechings Cross), на Грандж-роуд (Grange Road), Джиллингем. В 2012 году клуб был вовлечен в спор с местным советом, который утверждал, что Джиллингем был должен более 30 000 фунтов стерлингов по неоплаченным счетам, связанным с объектом.

## Символика клуба: цвета и герб
Хотя Джиллингем уже давно ассоциируется с синими и белыми цветами, оригинальная команда Нью Бромптон носила игровую форму, состоящую из чёрно-белых полосатых рубашек с чёрными шортами. В 1913 году черно-белая полоса была отброшена в пользу красных рубашек с синими рукавами, украшенных гербом муниципального боро. Полосатые рубашки вернулись после Первой мировой войны, прежде чем в 1931 году окончательно были заменены привычной комбинацией простых синих рубашек и белых шорт. В последние годы было несколько изменений в сине-белой цветовой гамме. В конце 1990-х команда носила синие и чёрные полосатые рубашки, напоминавшие оригинальную форму Нью Бромптона. Летом 2003 года было неоднозначно объявлено, что цвет футболок основной формы клуба на следующий сезон будет преимущественно белым, а не синим. Объявление получило такой враждебный отклик со стороны приверженцев клуба, что белая форма была заменена формой с синими и чёрными обручами, которая изначально была выделена в качестве третьего комплекта формы команды. В марте 2010 года клуб объявил о возвращении к чёрным и синим полосам в сезоне 2010-11. В честь столетия переименования клуба, комплект 2012—2013 годов был красным с синими рукавами и воротником, а герб клуба был заменён городским гербом. После завоевания титула Лиги 2 в 2012—2013 годах клуб дал владельцам абонементов возможность проголосовать за то, в каких цветах клуб будет играть в сезоне 2013-14 годов, и фанаты решили вернуться к сине-белому комплекту.
Нынешний герб клуба — это щит, разделённый по вертикали на половины из чёрных и белых полос и сплошного синего цвета, отражающие изначальные и современные комплекты форм клуба. На синей половине изображена графская эмблема (герб) графства Кент, стоящая на задних лапах белая лошадь, хотя и слегка изменённая по сравнению с обычной формой, поскольку грива стилизована под буквы слова «Gills». Этой стороне иногда давали красный или розовый фон, чтобы скоординировать его с гостевыми комплектами формы, содержащими эти цвета. Девиз клуба, который появляется на свитке под гребнем, звучит так: Domus clamantium; латинское выражение, означающее «Дом кричащих [людей]» (англ. the home of the shouting men), традиционный эпитет, связанный с городом Джиллингемом. В соответствии с гербом, талисман клуба, Томми Трюблу (англ. Tommy Trewblu), представлен в образе лошади. Впервые он появился на матче против клуба Маклсфилд Таун в октябре 1998 года.
Первым спонсором, появившимся на футболках Джиллингема, был итальянский производитель бытовых приборов Zanussi, который спонсировал клуб в середине 1980-х годов. Среди последующих спонсоров были Chatham Maritime, Medway Toyota, Cannon Tool Hire, Invicta FM, Kool, Medway News, SeaFrance, MHS Homes Group, Kent Reliance Building Society, Automatic Retailing,, MEMS Power Generation, и совет унитарной единицы Медуэй.

## Руководство клуба

### Тренеры

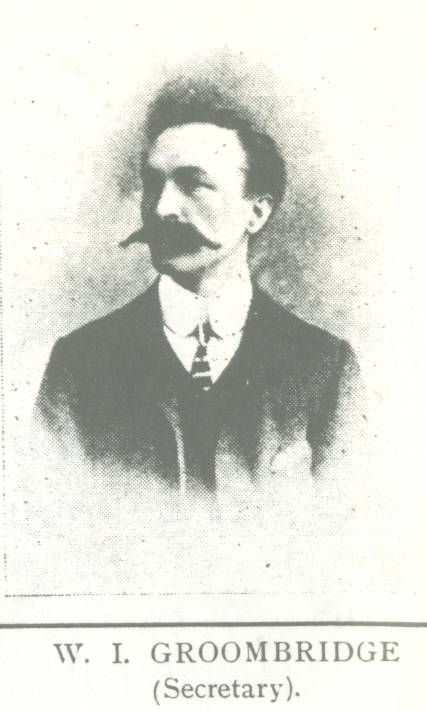
Уильям Айронсайд Грумбридж, секретарь и первый генеральный менеджер клуба

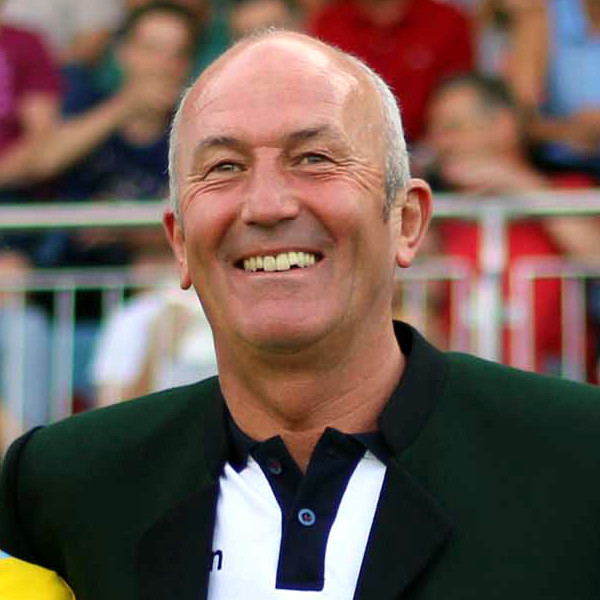
Тони Пьюлис был тренером (менеджером) клуба с 1995 по 1999

В течение первых трех лет существования клуба вопросами команды занимался комитет. В 1896 году Уильям Айронсайд Грумбридж секретарь клуба, взял на себя ответственность за командные дела, став первым признанным менеджером Джиллингема. Бывший игрок сборной Англии Стивен Смит был назначен штатным менеджером в 1906 году, но ушёл в 1908 году, и Грумбридж снова взял на себя обязанности по управлению командой. Грумбридж более 25 лет был связан с клубом, занимая посты менеджера и секретаря. Когда клуб был принят в Футбольную лигу в 1920 году, Роберт Браун был назначен менеджером, но он ушёл в отставку за месяц до начала сезона. Его сменщик, шотландец Джон Макмиллан, таким образом, стал первым менеджером, который возглавил команду в матче Футбольной лиги.
В 1939 году, через год после того, как клуб был отозван голосованием из Футбольной лиги, Арчи Кларк занял пост менеджера и все ещё руководил командой, когда клуб был избран обратно в Футбольную лигу в 1950. Кларк оставался на посту до 1957 года. Фредди Кокс встал во главе клуба в 1962 году и привёл клуб к чемпионству в Четвёртом дивизионе Футбольной лиги в сезоне 1963-64, что сделало его первым менеджером, выигравшим дивизионный титул футбольной Лиги с клубом. Бэзил Хейворд был уволен в 1971 году после того, как клуб вновь выбыл в Четвертый дивизион в сезоне 1970-71, но его преемник Энди Нельсон привёл клуб к возвращению в Третий дивизион три года спустя, до своего противоречивого ухода в отставку.
Тони Пьюлис занял пост менеджера в 1995, когда на тот момент Джиллингем снова был в низшем дивизионе, и сумел довести клуб до повышения в классе в первом сезоне под своим руководством. Три года спустя он привёл команду к финалу плей-офф Второго Дивизиона, но был немедленно уволен после того, как его обвинили в грубом проступке. Питер Джон Тейлор сменил его на посту менеджера и привёл клуб ко второму подряд финалу плей-офф, по итогам которого Джиллингем впервые поднялся на второй уровень системы лиг английского футбола. В 2013 году Мартин Аллен стал вторым менеджером, который привёл «Джилс» к дивизионному титулу в Футбольной лиге, поскольку команда выиграла чемпионат Лиги 2.

### Председатели совета директоров клуба
Следующие люди были председателями совета директоров клуба:

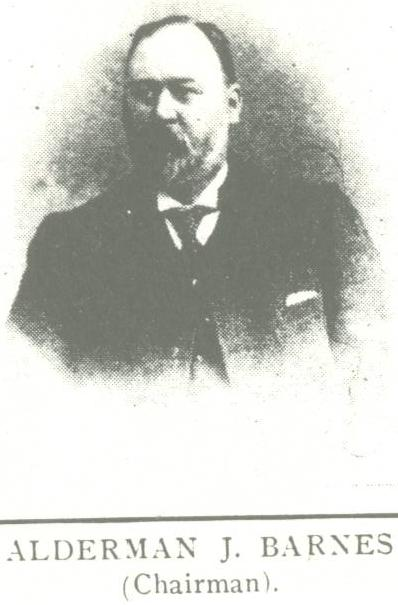
Джеймс Барнс был одним из первых председателей клуба.

| 1893-95   | Гораций Кронин |
| 1895-97   | Э. К. Уоррен   |
| 1897-1902 | У. Г. Чексфилд |
| 1902-12   | Джеймс Барнс   |
| 1912-22   | Э. Н. Кроули   |
| 1922-30   | Джек Найт      |
| 1930-32   | С. Дж. Чиппик  |
| 1932-34   | Дж. А. Крамби  |
| 1934-47   | Джек Найт      |

| 1947-59 | Чарльз Кокс (старший) |
| 1959-61 | Дж. У. Лич (младший)  |
| 1961-83 | Клиффорд Гроссмарк    |
| 1983-86 | Чарльз Кокс (младший) |
| 1986-89 | Рой Вуд               |
| 1989-91 | М. Г. Лукхерст        |
| 1991-95 | Бернард Бейкер        |
| 1995    | Тони Смит             |
| 1995-   | Пол Скэлли            |

## Достижения
- Второй дивизион
  - Второе место (2): 1986/87, 1998/99
  - Победитель плей-офф (1): 1999/00
- Третий дивизион
  - Второе место (1): 1995/96
- Четвертый дивизион
  - Чемпион (1): 1963/64
  - Второе место (1): 1973/74
- Вторая Футбольная лига
  - Победитель плей-офф (1): 2008/09
- Южная Футбольная лига
  - Чемпион (2): 1946/1947, 1948/49
  - Второе место (1): 1947/48
- Второй дивизион Южной Футбольной лиги
  - Чемпион (1): 1894/95
- Кубок Южной лиги
  - Победитель (1): 1946/47
- Лига Кента
  - Чемпион (1): 1945/46
- Кубок Лиги Кента
  - Победитель (1): 1945/46
- Большой кубок Кента
  - Победитель (2): 1945/46, 1947/48
  - Финалист (4): 1938/39, 1948/49, 1949/50, 1994/95

## Сайты
- Официальный сайт клуба (англ.)